# رستگاری‌شناسی
رستگاری‌شناسی از رشته‌های فرعی در دین‌شناسی است. رستگاری‌شناسی مبحثی است که به بررسی مسئله نجات و رستگاری نهایی بشر در ادیان گوناگون می‌پردازد.

## در اسلام
در اسلام راه رستگار شدن باور به الله و پیامبر او دانسته می‌شود و کسی که به هنگام مرگ با این باور بمیرد که الله تنها خدا و محمد پیامبر اوست می‌تواند به سوی رستگاری برود. به گفته اسلام، مسیحیان، یهودیان، و صابئیان درستکاری که پیش از بعثت محمد، پیامبر اسلام، زندگی می‌کردند می‌توانند رستگار شوند اما پیروان این ادیان که بعد از بعثت محمد به دنیا آمده‌اند برای رستگار شدن باید مسلمان شوند.

## در مسیحیت
در مسیحیت گفته می‌شوند که انسان مقصر است و به تنهایی نمی‌تواند از تقصیرات خود رهایی پیدا کند و به همین خاطر خدا فرزند خود، عیسی، را به دنیا فرستاد تا راه رستگاری انسان از گناهان خود را هموار کند. بنا به گفته مسیحیت، عیسی بر صلیب جان داد و بار دیگر زنده شد و هر فردی که این گفته را باور کند می‌تواند رستگار شود. این رستگاری نتیجه شایستگی خود افراد برای نجات یافتن نیست بلکه به خاطر آمرزیدن و بخشش خدا به انسان ارزانی داشته می‌شود.

## در بوداگرایی
بوداییان بر این باورند که انسان در چرخه تولدهای ادواری به دام افتاده و این دلیل رنج‌کشیدن‌های انسان است و انسان برای رهایی از این رنج باید از وابستگی‌ها به جهان دل بکند و به رستگاری برسد. رستگاری در این دین برابر است با گسستن چرخه باززایی.